# Watermolen van Aner

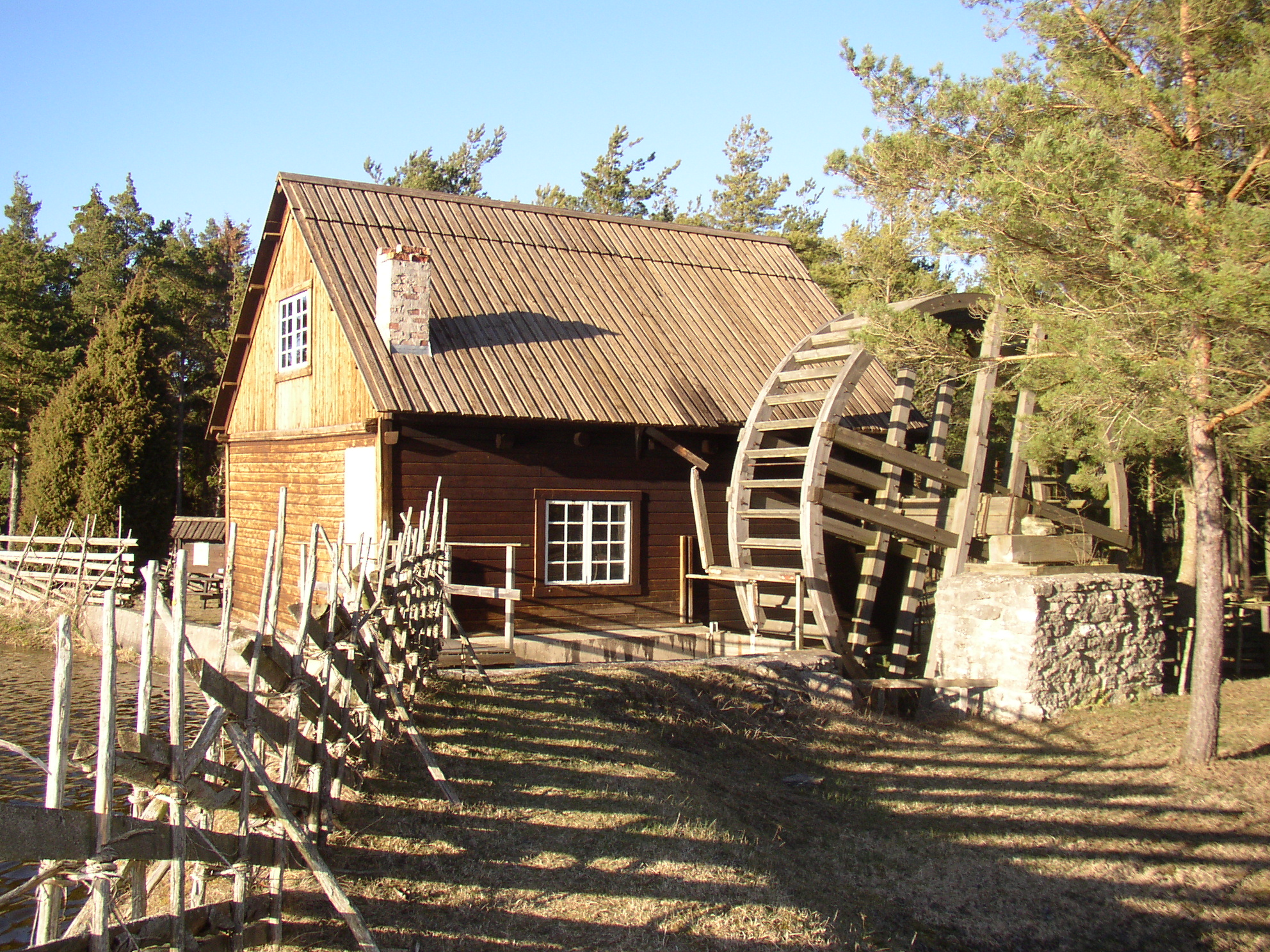
Watermolen van Aner te Boge

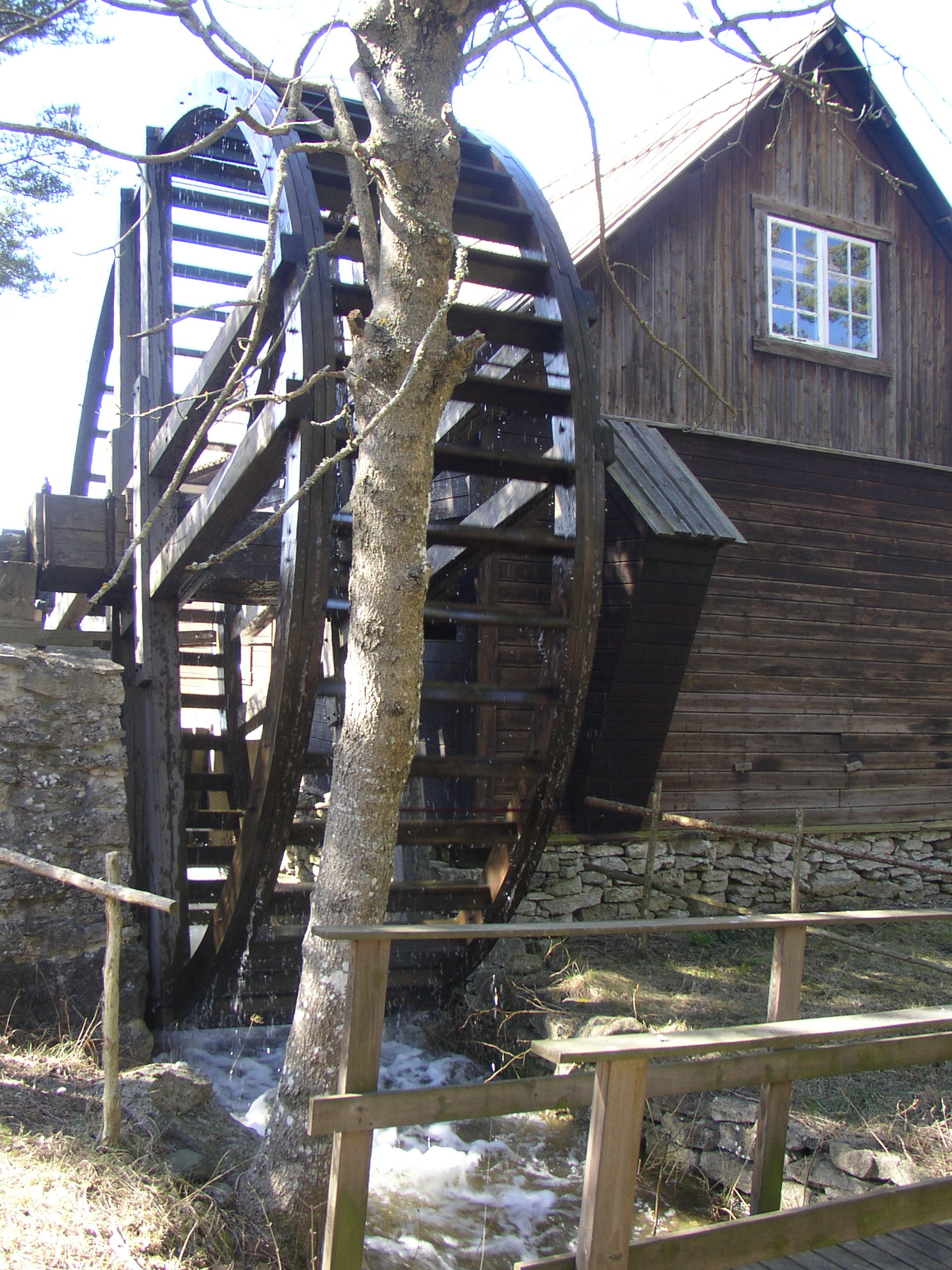
Watermolen van Aner te Boge in werking

De watermolen van Aner (Aner Kvarn) is een onderslagwatermolen uit de negentiende eeuw op het Zweedse eiland Gotland. De molen ligt in het noordoosten van het eiland in de parochie Boge aan het beekje Aner Å. Sinds een ingrijpende restauratie in 1980 is het een van de weinige nog werkende watermolens op dit eiland. Een ander voorbeeld is de watermolen van Gothem die werd gebruikt voor het zagen van hout. De watermolen van Aner wordt gebruikt voor het malen van graan, tegenwoordig eens per jaar op eerste paasdag. De watermolen is door de gemeente Gotland op de lijst van cultuurmonumenten geplaatst.